# Lyndhurst (Virginia)
Lyndhurst es un lugar designado por el censo situado en el condado de Augusta, Virginia  (Estados Unidos). Según el censo de 2010 tenía una población de 1.490 habitantes.

## Demografía
Según el censo del 2000, Lyndhurst tenía 1.527 habitantes, 580 viviendas, y 447 familias. La densidad de población era de 96,8 habitantes por km².
De las 580 viviendas en un 30,3%  vivían niños de menos de 18 años, en un 65,3%  vivían parejas casadas, en un 7,6% mujeres solteras, y en un 22,9% no eran unidades familiares. En el 19,8% de las viviendas  vivían personas solas el 9,3% de las cuales correspondía a personas de 65 años o más que vivían solas. El número medio de personas viviendo en cada vivienda era de 2,61 y el número medio de personas que vivían en cada familia era de 3.
Por edades la población se repartía de la siguiente manera: un 23,6% tenía menos de 18 años, un 6,9% entre 18 y 24, un 27,3% entre 25 y 44, un 29% de 45 a 60 y un 13,1% 65 años o más.
La edad media era de 40 años.  Por cada 100 mujeres de 18 o más años  había 96,6 hombres.
La renta media por vivienda era de 45.165$ y la renta media por familia de 47.075$. Los hombres tenían una renta media de 38.472$ mientras que las mujeres 20.640$. La renta per cápita de la población era de 18.467$. En torno al 4,7% de las familias y el 7,6% de la población estaban por debajo del umbral de pobreza.

## Localidades adyacentes
El siguiente diagrama muestra a las localidades más próximas a Lyndhurst.